# Geoffrey Charles Evans
Sir Geoffrey „Geoff“ Charles Evans, KBE, CB, DSO&2 Bars (* 13. März 1901; † 27. Januar 1987 in Chelsea, London) war ein britischer Offizier und zuletzt Generalleutnant der British Army, der unter anderem von 1953 bis 1957 Kommandierender General des Heereskommandos Nord (General Officer Commanding in Chief, Northern Command) war.

## Leben

### Erster und Zweiter Weltkrieg
Geoffrey „Geoff“ Charles Evans, Sohn von Oberst C. R. Evans, DSO, absolvierte nach dem Besuch der 1597 gegründeten Aldenham School eine Offiziersausbildung am Royal Military College Sandhurst und wurde nach deren Abschluss am 24. Dezember 1920 als Second Lieutenant in das Infanterieregiment Royal Warwickshire Regiment übernommen. Daraufhin folgten zahlreiche Verwendungen als Offizier und Stabsoffizier.
Während des Zweiten Weltkrieges war er zwischen 1941 und 1942 Kommandant des 1. Bataillons des in Nordafrika eingesetzten Linieninfanterieregiments Royal Sussex Regiment und wurde für seine Verdienste 1941 zum Companion des Distinguished Service Order (DSO) ernannt. Nachdem ihm der kommissarische Rang eines Acting Brigadier verliehen worden war, war er als Nachfolger von Brigadegeneral Coles Osborne zwischen dem 9. April 1942 und seiner Ablösung durch Brigadier Brian Chappel im August 1943 Kommandant des Staff College Quetta in Britisch-Indien. Für seine Verdienste wurde ihm 1942 eine Spange (Bar) zum DSO verliehen. Er fungierte zwischen 1943 und 1944 als Brigadegeneral im Stab des im Burmafeldzug eingesetzten IV. Korps (IV Corps) und nahm mit diesem an der Schlacht bei Ngakyedauk (3. bis 24. Februar 1944) teil. Im Anschluss war er vom 14. bis 25. Februar 1944 kurzzeitig Kommandeur der 9. Brigade der Britisch-Indischen Armee (Commanding Officer, 9th Indian Brigade) sowie danach zwischen dem 25. Februar und dem 5. Juli 1944 Kommandeur der 123. Indischen Brigade (Commanding Officer, 123rd Indian Brigade), mit der er an den Einsätzen gegen die japanischen Operation U-gō (März 1944 bis Juni 1944) teilnahm. Danach war er in Burma als Nachfolger von Generalmajor Harold Rawdon Briggs zuerst zwischen dem 5. Juli und seiner Ablösung durch Generalmajor Dermot Warren am 3. September Kommandeur der 5. Indischen Division (General Officer Commanding, 5th Indian Division) sowie später in Siam als Nachfolger von Generalmajor Frank Messervy vom 9. Dezember 1944 bis zu seiner Ablösung durch Generalmajor Frederick Joseph Loftus-Tottenham am 7. Februar 1945 Kommandeur der 7. Indischen Division (General Officer Commanding, 7th Indian Division), die in der Schlacht um Meiktila und Mandalay (19. November 1944 bis 30. März 1945) zum Einsatz kam. Aufgrund seiner militärischen Verdienste wurde ihm 1944 eine weitere Spange zum Distinguished Service Order verliehen.

### Aufstieg zum Generalleutnant
Geoff Evans war von 1945 bis 1946 Kommandeur der Alliierten Landstreitkräfte in Siam (General Officer Commanding, Allied Land Forces in Siam) und wurde für seine Verdienste in dieser Zeit 1945 zum Commander des Order of the British Empire (CBE) sowie 1946 auch zum Companion des Order of the Bath (CB) ernannt. Im Januar 1947 übernahm er als Major-General von Generalmajor John Aldam Aizlewood den Posten als Kommandeur der 42nd (East Lancashire) Infantry Division und verblieb auf diesem Posten bis Januar 1948, woraufhin Generalmajor Vyvyan Evelegh seine Nachfolge antrat. Im Januar 1948 wechselte er ins Kriegsministerium und war dort bis November 1949 Direktor für militärische Ausbildung (Director of Military Training, War Office). Danach übernahm er im November 1949 den Posten als Kommandeur der Landstreitkräfte sowie zugleich als Kommandeur der 40. Division in Hongkong (Commander, Land Forces / General Officer Commanding 40th Division, Hong Kong) und hatte diese Positionen bis Januar 1952 inne. Nachdem ihm der zeitlich befristete Dienstgrad als Temporary Lieutenant-General verliehen wurde, wurde er als Nachfolger von Generalleutnant Sir Robert Mansergh im Oktober 1951 Kommandeur der Truppen in Hongkong (General Officer Commanding, Hong Kong). Dieses Kommando hatte er bis Januar 1952 inne und wurde danach von Generalleutnant Sir Terence Airey abgelöst.
Nach seiner Rückkehr wurde Evans wiederum als Generalmajor im Februar 1952 Assistierender Chef des Stabes im Obersten Hauptquartier der Alliierten Streitkräfte der NATO in Europa SHAPE (Assistant Chief of Staff, Supreme Headquarters Allied Powers Europe) und hatte diese Funktion bis April 1953 inne. Zuletzt wurde er nach seiner Beförderung zum Lieutenant-General im Mai 1953 Nachfolger von Generalleutnant Sir Philip Balfour Kommandierender General des Heereskommandos Nord (General Officer Commanding in Chief, Northern Command). Dieses Kommando hatte er bis zu seinem Eintritt in den Ruhestand im Mai 1957 inne und wurde daraufhin von Generalleutnant Sir Richard Goodbody abgelöst. Im Zuge der sogenannten „New Year Honours“ wurde er am 1. Januar 1954 als Knight Commander des Order of the British Empire (KBE) geadelt, so dass er fortan das Prädikat „Sir“ führte.
Geoffrey „Geoff“ Charles Evans war seit 1928 mit Ida Louise Sidney verheiratet.

## Veröffentlichungen
- Report of the British Guiana and British Honduras Settlement Commission, etc, London: HMSO, 1948
- Imphal. A flower on lofty heights, Mitautor Antony Brett-James, London: Macmillan, 1962
- The Desert and the Jungle, London: William Kimber, 1959,
- The Johnnies. British patrols behind the enemy lines in Burma, 1942–45, London: Cassell, 1964
- Tannenberg, 1410:1914, London: Hamish Hamilton, 1970, ISBN 0-241-01683-5
- Kensington, London: Hamish Hamilton, 1975, ISBN 0-241-89107-8